# Remo Gaspari
Pour les articles homonymes, voir Gaspari.
Remo Gaspari, né le 10 juillet 1921 à Gissi et mort le 19 juillet 2011  dans la même ville, est un avocat et homme politique italien, membre de la Démocratie chrétienne (DC).
Élu député de L'Aquila en 1953, il devient ministre pour la première fois en 1969 et le reste quatre ans. Il revient très brièvement au gouvernement en 1980, avec le portefeuille de la Défense, puis y un fait un long retour, de 1981 à 1992, année de son retrait de la vie politique. Il a notamment été trois fois ministre sans portefeuille, chargé de la Fonction publique.

## Biographie

### Un jeune avocat en politique
En 1946, Remo Gaspari obtient une laurea de droit à l'université de Bologne et commence à exercer la profession d'avocat à Gissi. Aux élections générales des 7 et 8 juin 1953, il est élu à la Chambre des députés dans la circonscription de L'Aquila.

### Enchaînement de sous-secrétariats d'État
Après les élections générales de 1958, il devient secrétaire de la commission des Affaires intérieures de la Chambre. Deux ans plus tard, le 2 avril 1960, il est nommé sous-secrétaire d'État au ministère des Postes et Télécommunications, fonction qu'il occupe jusqu'au 24 février 1962, lorsqu'il passe au ministère de l'Industrie et du Commerce.
Il retourne au ministère des Postes le 22 juin 1963, à la suite des élections générales. Il le quitte à nouveau le 26 février 1966, pour devenir sous-secrétaire d'État du ministère de l'Intérieur.

### Ministres à de très nombreuses reprises

#### Débuts ministériels
Quand Mariano Rumor forme son deuxième gouvernement, le 5 août 1969, Gaspari accède au niveau ministériel, en tant que ministre des Transports et de l'Aviation civile. Dès le 27 mars 1970, il est muté en tant que ministre sans portefeuille, chargé de la Réforme de l'administration publique. Devenu ministre de la Santé le 26 juin 1972 dans le deuxième gouvernement de Giulio Andreotti, il est débarqué de l'exécutif le 7 juillet 1973.

#### Longue absence et bref retour
Après sept années passées sur les bancs de la Chambre, il fait son retour au gouvernement lors de la formation du second cabinet de Francesco Cossiga, étant nommé ministre sans portefeuille, chargé des Relations avec le Parlement entre le 4 avril et le 18 octobre 1980.

#### Onze ans de présence au gouvernement
De nouveau exclu, il redevient ministre des Postes et Télécommunications avec le premier gouvernement du républicain Giovanni Spadolini, le 28 juin 1981. 
Lorsque le socialiste Bettino Craxi prend la direction du pays, il le nomme ministre sans portefeuille, chargé de la Fonction publique, le 4 août 1983, dans son premier exécutif. Craxi contraint à la démission, Amintore Fanfani le remplace et désigne Gaspari ministre de la Défense le 17 avril 1987. Le 29 juillet suivant, il devient ministre sans portefeuille, chargé de la Protection civile, dans le gouvernement de Giovanni Goria le 13 avril 1988, puis chargé des Interventions extraordinaires dans le Mezzogiorno le 13 avril 1988 dans le cabinet de Ciriaco De Mita, et enfin de la Fonction publique le 22 juillet 1989, siégeant au sein du gouvernement Andreotti VI.

### Fin de carrière
Après quarante et un années de présence ininterrompue à la Chambre des députés, il ne se représente pas aux élections générales de 1994, qui marque le début de la fin du régime politique d'après-guerre, et se retire alors de la vie politique.